# 難波作之進

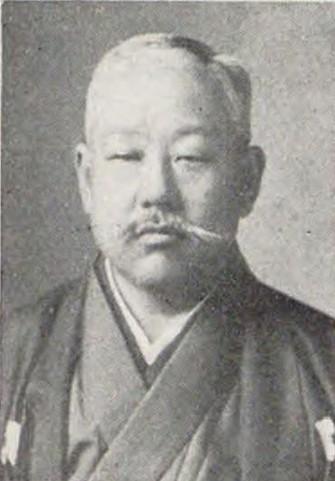
難波作之進

難波 作之進（なんば さくのしん、慶應元年5月21日（1865年6月14日） - 大正14年（1925年）5月25日）は、日本の実業家、政治家。1923年の虎ノ門事件で死刑となった難波大助は四男。

## 来歴

### 代議士当選まで
慶応元年（1865年）、周防国において難波市蔵の長男として生まれる。戦国武将の清水宗治を支えて備中高松城の戦いにおいて共に自刃した弟で家老の難波宗忠の末裔であり、難波家の第13代当主である。地元では有名な名家であった。
幼いころから尊王思想を強く受け、子供たちにも厳しく教えてきたという。周防村の村長、県会議員などを経て、防長農工銀行取締役となる。1920年、第14回衆議院議員総選挙に山口8区から出馬し、立憲政友会の加納庫三らを破って衆議院議員に当選。庚申倶楽部に所属する。
このころから、四男・大助の共産主義思想への傾倒が激しくなり、度々激しい論争をするようになる。

### 虎ノ門事件
1923年12月27日、大助が虎ノ門において皇太子・摂政宮裕仁親王（後の昭和天皇）を狙撃するという事件を起こす（虎ノ門事件）。銃弾は外れ、皇太子は難を逃れるが、作之進は即日衆議院議員の辞表を提出し、同月28日に辞職が許可された。地元へ帰り蟄居した。周防村の村民は、難波家を見れば目が汚れる、と周りに高い土手を築いたといわれる。また、難波家は大橋家に送られた毛利輝元から拝領したとされる刀と感状などの文化財を多数所蔵していた。難波家に送られたもの以外で持ち主の分かるものについては全て返還している（この時津山立石家との間で交わされた1925年4月8日付の葉書が残っている）。
大助は1924年11月15日に死刑を執行された。作之進は遺体の引き取りを拒み、自邸の門に青竹を打ちすべての戸を針金でくくって、三畳間に閉じこもり食を断った。その後、約半年後に餓死した。61歳没。選挙の地盤はのちに松岡洋右が引き継いだ。

## 難波家屋敷
難波家の屋敷は2023年現在も光市立野宮河内に存在する。難波作之進により廃家届けが出されており難波家は断絶しており、昭和の初期までは住民がいた。昭和になってから難波家の墓地を屋敷傍に移動しており、難波家先祖代々の墓石が並んでいる。作之進が大助の遺体の引き取りを拒んだため、大助は無縁仏として他所へ埋葬された。所有者が立ち入り禁止の看板を立てているため、家屋や墓地に立ち入ることはできない。

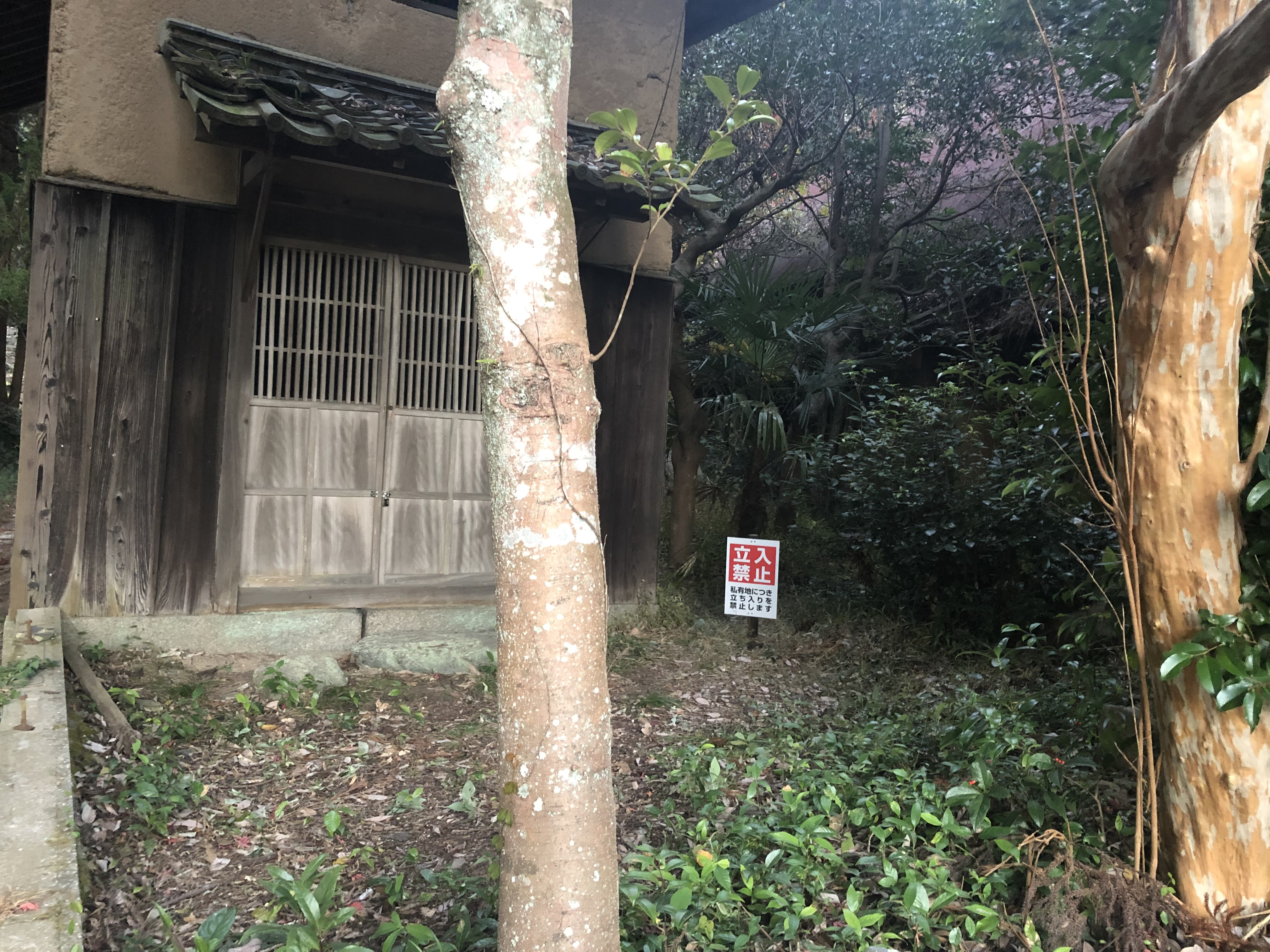

屋敷の土蔵である「向山文庫跡」（こうざんぶんこあと）は、祖父難波覃庵が1862年に開設した文庫の二代目の文庫。開放された私立図書館として地域の文化に貢献した。山口県初の図書館として1976年、光市指定史跡となっている。しかし整備はされておらず、解説板は立てられているが常駐の管理人等はいない。土蔵は往時の姿を辛うじて留めているものの、屋敷全体の廃墟化が進んでおり、母屋は荒れ果て、板塀は倒壊、庭は自然に還りつつあるなど状態は悪い。｢向山文庫｣の扁額は三条実美。なお向山文庫旧蔵書はすべて山口県立図書館、ついで山口県文書館に移され、1980年には光市文化センターに寄託された。

## 家族・親族

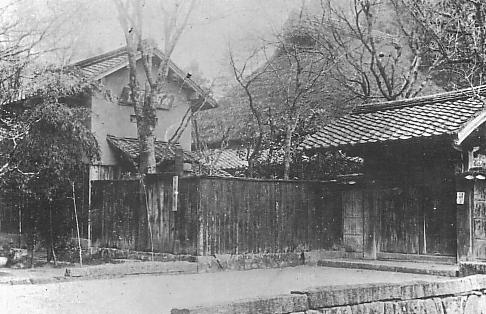
難波邸

### 難波家

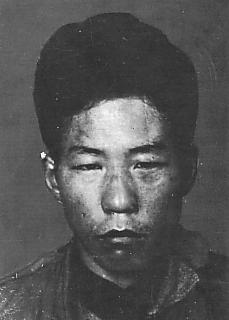
難波大助

（山口県熊毛郡周防村（現在の光市））
- 父・市蔵[3]
- 妻・ロク
明治4年（1871年）7月生[3] - 没
山口県平民、国光左衛門の長女[3]
- 男・正太郎（黒川正太郎）[3]
明治24年（1891年）9月生[3] - 没
1926年、作之進の弟・黒川本蔵の家籍に入り、1927年に分家する[10]。1916年、東京帝国大学法科大学英法科を卒業し、久原鉱業（現・ENEOSホールディングス）勤務を経て、1936年に弁護士を開業[11]。後に東満セメント代表、東満州産業専務取締役、琿春炭鉱取締役を歴任[12]。趣味は園芸[10]。宗教は神道[10]。
  - 同妻・ヤス[13]
明治27年（1893年）12月生 - 没
山口県人、市川清の妹、防府高女卒[12]
- 三男・義人（吉田義人）[14]
明治29年（1896年）8月生[14] - 昭和37年（1962年）2月26日[15]没
吉田駒三郎の長女である登代の婿養子となる。1920年に京都帝国大学法学部政治科を卒業後、三菱造船会社営業課に入り、後に長崎製鋼所に転じる[16]。戦後、GHQの指令で三菱重工が23社に細分されかけた時、高官に接近して贈賄し、東日本・中日本・西日本の3社にとどまらせた[17]。後に新三菱重工業社長。

- 四男・大助[3]
明治32年（1899年）11生 - 大正13年（1924年）11月没
- 五男・健亮（黒川健亮）[3]
明治35年（1902年）9月生[3] - 没
1927年、京都帝国大学経済学部卒業[18]。1946年9月、白木産業（白木屋の子会社）専務に就任。1956年6月、蛇の目ミシン工業に転じ、のち常務取締役に就任[19][20]。趣味は碁[18]。宗教は神道[18]。
  - 同妻・辰子
明治43年（1910年）4月生 - 没
山口県人、弘中武一の長女、日本女高専卒[18]
- 次女・安喜子
明治39年（1906年）11月生[3] - 没
山口県人、吉賀忠夫の妻[10]
- 五女・弥代子[21]
大正2年（1913年）3月生[21] - 没
- 弟・本蔵（黒川本蔵）[3][10]
明治6年（1873年）8月生[3] - 没
  - 同妻・フサ
明治14年（1881年）1月生[3] - 没
山口県人、山本梅治の女[3]
  - 同三男・恒勝[21]
明治41年（1908年）9月生[21] - 没
  - 同四男・正文[21]
明治44年（1911年）3月生[21] - 没
  - 同長女・ハル[21]
大正3年（1914年）1月生[21] - 没
  - 同次女・朝子[21]
大正6年（1917年）4月生[21] - 没
- 妹・マサ
明治9年（1876年）2月生[21] - 没
山口県士族、妻木忠太の妻[21]